# Gumbodatjärnen
Gumbodatjärnen är en sjö i Robertsfors kommun i Västerbotten och ingår i Kålabodaåns huvudavrinningsområde. Sjön har en area på 0,0399 kvadratkilometer och ligger 27,2 meter över havet.

## Delavrinningsområde
Gumbodatjärnen ingår i det delavrinningsområde (713592-175201) som SMHI kallar för Mynnar i Kålabodaån. Medelhöjden är 31 meter över havet och ytan är 7,12 kvadratkilometer. Räknas de 12 avrinningsområdena uppströms in blir den ackumulerade arean 93,02 kvadratkilometer. Granån som avvattnar avrinningsområdet har biflödesordning 2, vilket innebär att vattnet flödar genom totalt 2 vattendrag innan det når havet efter 9,7 kilometer. Avrinningsområdet består mestadels av skog (42 procent), öppen mark (26 procent) och jordbruk (23 procent). Avrinningsområdet har 0,04 kvadratkilometer vattenytor vilket ger det en sjöprocent på 0,6 procent.